# Balsamo per labbra

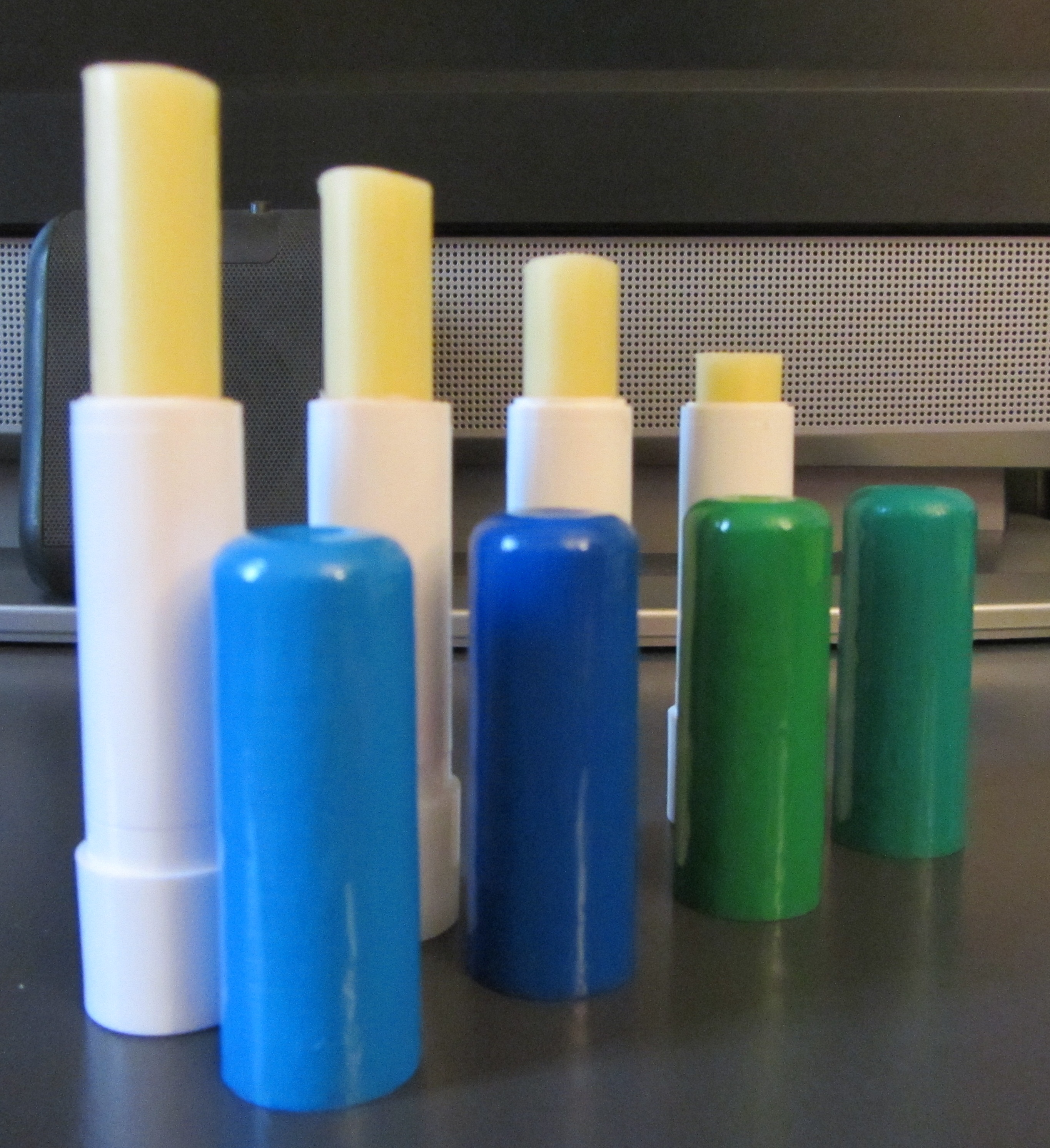
Balsami per labbra artigianali, realizzati con ingredienti biologici

Il balsamo per labbra, comunemente noto anche come burrocacao, è un prodotto cosmetico formulato per essere applicato sulle labbra al fine di proteggerle dagli agenti esterni, come freddo e vento, e per prevenire o alleviare condizioni quali la stomatite e la cheilite angolare.

## Tipologie e composizioni
Esistono diversi tipi di balsamo per labbra, che si distinguono per gli ingredienti (inclusi quelli principali), la composizione, la densità e la consistenza, ma anche per i contenitori in cui vengono distribuiti. Il termine "balsamo per labbra" è tecnicamente più corretto rispetto a "burrocacao", poiché i prodotti a base di burro di cacao, da cui deriva questa denominazione, rappresentano solo una parte della vasta gamma di formulazioni destinate a proteggere le labbra. Si possono classificare in tre categorie principali: erboristici (spesso ricchi di estratti vegetali, talvolta biologici), industriali e farmaceutici.

### Formati
Per ragioni igieniche e pratiche, il formato più comune è quello in tubetti retrattili da 4 o 6 mL, simili a quelli dei rossetti. Tuttavia, esistono anche altri tipi di contenitori, come piccoli flaconi che contengono una quantità di prodotto simile agli stick, ma in una soluzione leggermente più liquida, oppure piccoli vasetti da 5 o 6 mL, nei quali il prodotto viene prelevato con un dito per essere applicato sulle labbra.

### Composizioni e ingredienti
I balsami per labbra possono essere realizzati con una vasta gamma di ingredienti, a patto che presentino una consistenza pastosa o solida a temperatura ambiente e offrano elevate proprietà nutrienti e idratanti. Gli ingredienti più comuni includono burri e oli vegetali, combinati con paste addensanti.
Tra i principali, il burro di cacao e la cera d'api sono spesso protagonisti. Il burro di cacao, infatti, è particolarmente emolliente, naturalmente solido senza necessità di trattamenti particolari, e si scioglie facilmente a contatto con il calore corporeo nella zona labiale. La cera d'api, invece, ha proprietà idratanti e forma una pellicola isolante che riduce la perdita di umidità dalla pelle delle labbra, in modo simile ai siliconi.
Con l'aumento della preferenza per i prodotti erboristici, sono nati balsami per labbra alternativi a quelli industriali, spesso realizzati con ingredienti di maggior pregio rispetto a quelli economici o di derivazione farmaceutica. In queste formulazioni, il burro di cacao viene frequentemente affiancato o sostituito da burri più pregiati, come il burro di karité (Vitellaria paradoxa) o l'olio di argan (Argania spinosa), arricchiti con vitamine o arricchiti da oli essenziali. Tali prodotti, per la loro natura, hanno solitamente una durata di conservazione ridotta, che varia dai 3 ai 6 mesi.
I balsami per labbra industriali, invece, includono generalmente burro di cacao, cera d'api, vaselina, mentolo, canfora, oli profumati e altri ingredienti. Talvolta sono arricchiti con sostanze come l'allume o l'acido salicilico. Inoltre, molte formulazioni contengono componenti di origine naturale, come petrolati, oppure idratanti e filmanti, quali siliconi. Non mancano sostanze attive come lo squalene, l'octinossato o l'avobenzone, spesso utilizzati per potenziare le proprietà protettive del prodotto. Tra quelli industriali c'è una grande varietà di gusti sintetici (frutta, spezie o essenze) e pigmentazioni e hanno una data di scadenza molto lunga, fino a 36 mesi. Esistono anche balsami labbra arricchiti con filtri solari per ridurre al minimo i danni del sole. e sono anche fatti con grassi di animali.

### Balsami per labbra colorati
Oltre ai tradizionali balsami "trasparenti", sono disponibili sul mercato varianti colorate che, oltre a proteggere le labbra, le tingono con sfumature che spaziano dal rosa al rosso, a seconda del prodotto. Rispetto al rossetto, questi balsami offrono un colore più tenue e discreto, donando alle labbra un aspetto naturale e un volume meno marcato.

## Benefici
L'obiettivo principale del balsamo per labbra è creare una barriera protettiva sulla superficie delle labbra, difendendole dagli agenti esterni. Fattori come aria secca, freddo e vento possono infatti contribuire a disidratare la pelle, riducendo l'umidità corporea. Le labbra, in particolare, risultano estremamente vulnerabili a questi fenomeni poiché il loro strato cutaneo è più sottile rispetto al resto della pelle. Questa caratteristica le rende le prime a soffrire di secchezza e a manifestare segni di disidratazione.